# Ukhahlamba-Drakensberg Park

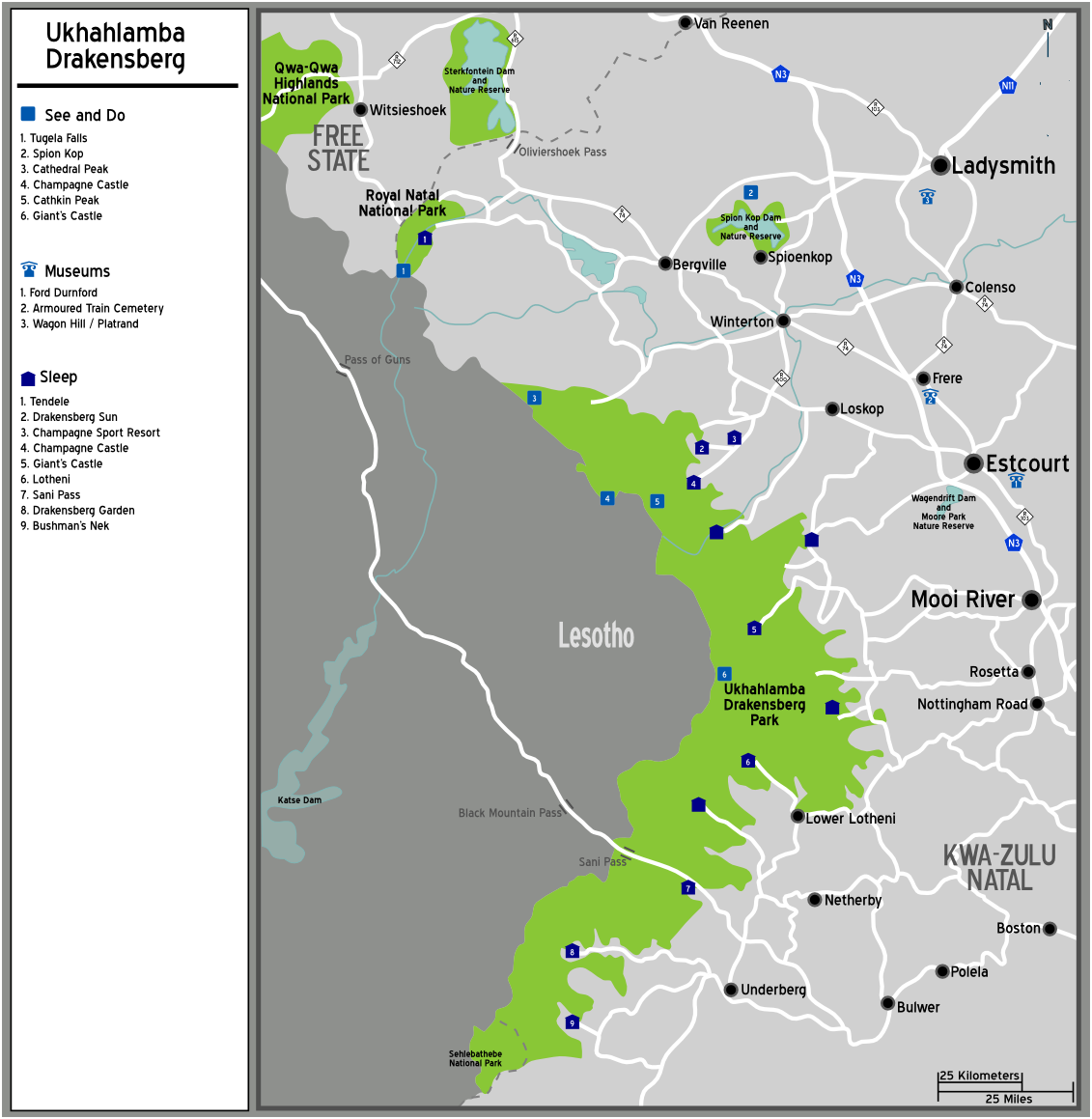
Karte des Maloti-Drakensberg Transfrontier Conservation Area; die Gebiete in der Provinz Freestate (Freistaat) gehören nicht dazu

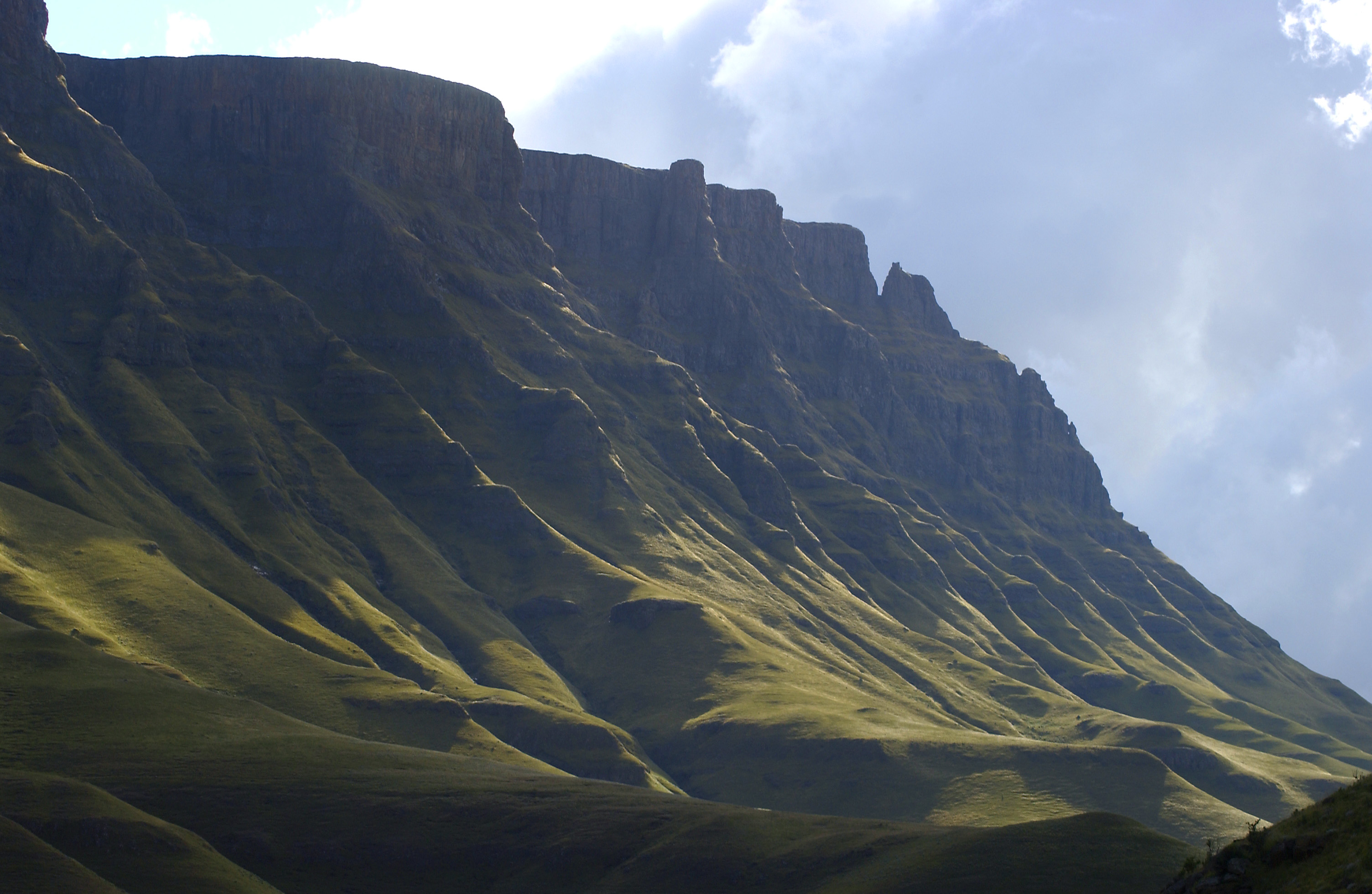
Landschaft am Sanipass

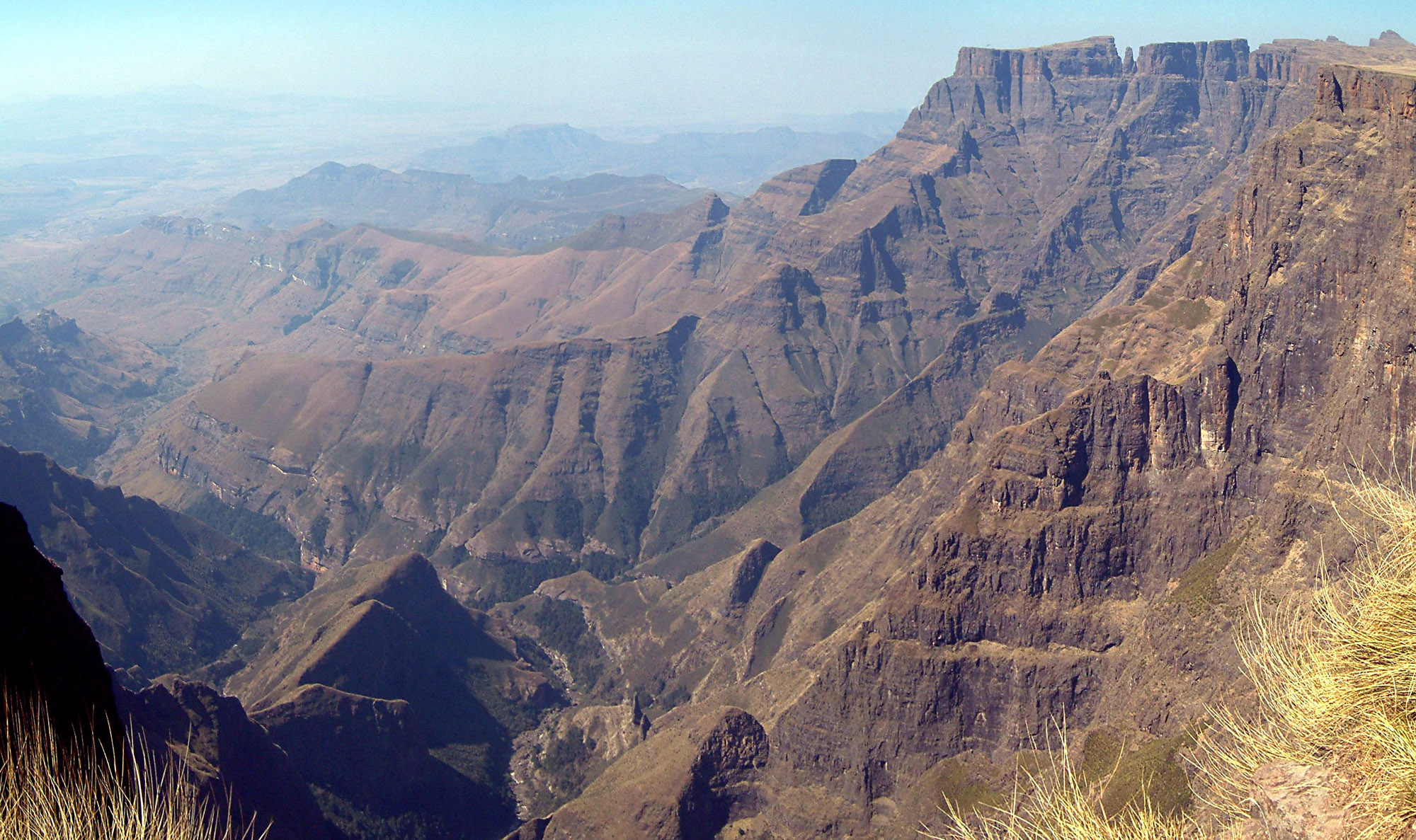
Das Amphitheatre im Royal Natal National Park

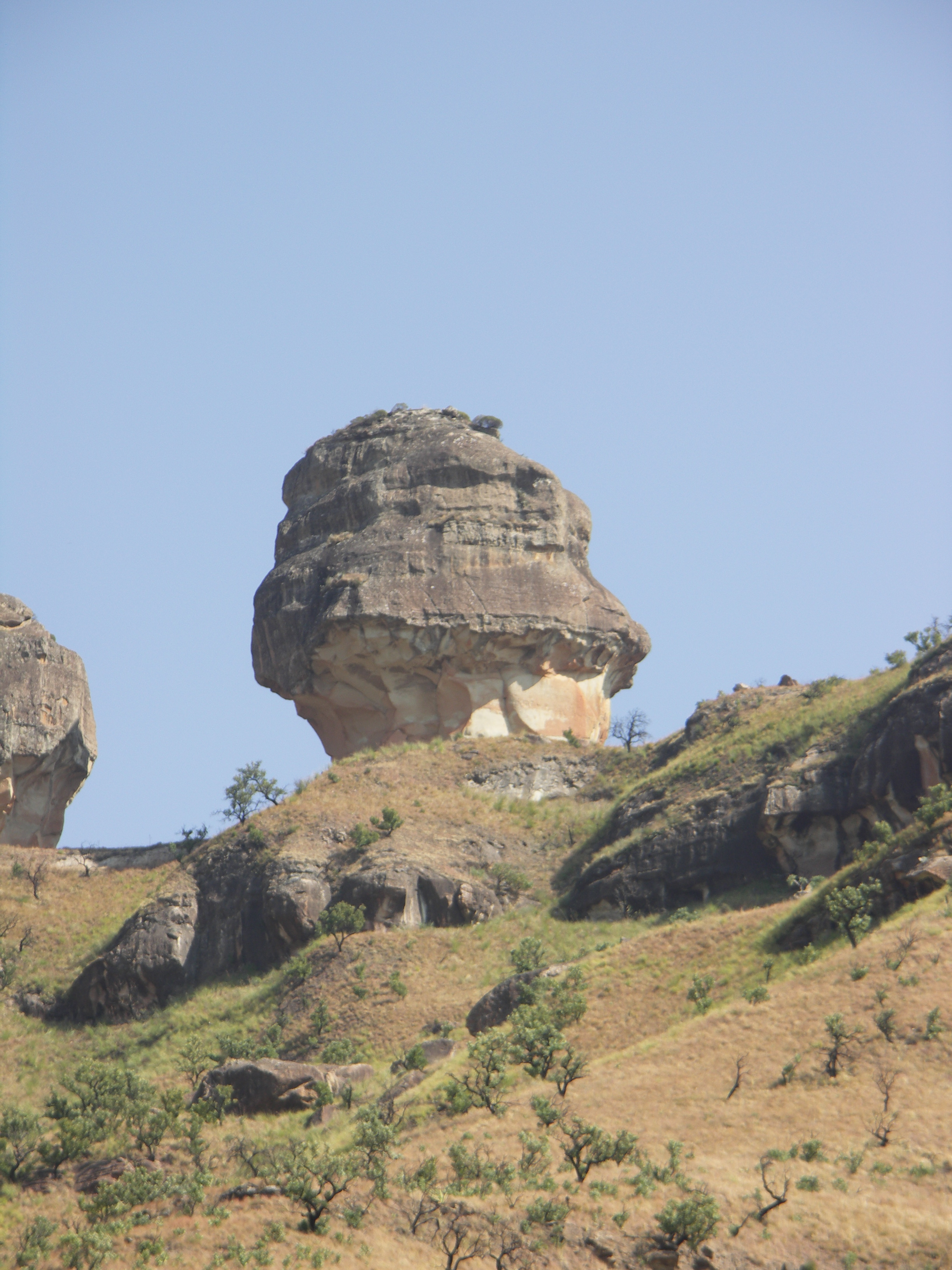
Policeman’s helmet im Royal Natal National Park

Der uKhahlamba-Drakensberg Park (isiZulu uKhahlamba = „Barriere aus Speeren“) ist ein Schutzgebiet in den Drakensbergen in Südafrika. Im November 2000 wurde der Park in die UNESCO-Welterbe-Liste eingetragen und seit 2013 ist er Teil des Maloti-Drakensberg-Parks. Der Park wird von der Provinzbehörde Ezemvelo KZN Wildlife verwaltet.

## Geographie
Der Park bedeckt eine Fläche von 2428 km². Er liegt in der Provinz KwaZulu-Natal und bildet einen 180 Kilometer langen und bis zu 20 Kilometer breiten Streifen entlang der Grenze zum Königreich Lesotho. Weitere Bestandteile des uKhahlamba-Drakensberg Park sind die getrennt liegenden Gebiete Royal-Natal-Nationalpark und Spioenkop Dam Nature Reserve weiter im Norden.
Der Park verfügt über hochaufragende Bergformationen und ist mit einem gut ausgebauten Netz von Wanderpfaden durchzogen. Basaltene, senkrecht aufragende Bergpfeiler, Bastionen aus goldbraunem Sandstein sowie skulpturierte Bögen, Höhlen, Säulen und Felswannen prägen das Landschaftsbild. Die Kette der Drakensberge im uKhahlamba-Drakensberg Park umfasst mehrere über 3000 Meter hohe Gipfel wie den Mafadi, den Giant’s Castle, den Cathedral Peak, den Monk’s Cowl, den Champagne Castle und den Njesuthi. Die Berghänge sind teilweise als Naturschutzgebiete ausgewiesen, in denen sich rund 30.000 Felsmalereien in etwa 600 Höhlen finden, die von San-Menschen über einen Zeitraum von 4000 Jahren erstellt wurden. In dieser Region entspringen die meisten großen Flüsse der Provinz KwaZulu-Natal. Sie bilden tiefe Schluchten und Täler. Einzige Straßenverbindung durch den Park nach Lesotho ist die Strecke über den Sanipass.

## Flora und Fauna
Es gibt eine Vielfalt endemischer Pflanzenarten, darunter Zuckerbüsche. Im Frühjahr übersäen in den Niederungen Teppiche von Wildblumen den Park, darunter Watsonia-Arten.
Zu den Vogelarten gehören Kapgeier (Gyps coprotheres) und Bartgeier (Gypaetus barbatus). Zahlreiche im Park beheimatete Wirbeltiere und Wirbellose sind endemisch. Weiterhin leben im Park Buschböcke, Ducker, Elenantilopen und Paviane.

## Geschichte

### Entwicklung des Schutzgedankens
1903 beschloss die Regierung der Kolonie Natal die Errichtung eines Naturschutzgebietes in den Drakensbergen. 1905 wurde eine klare Grenzziehung des Schutzbereichs proklamiert. 1916 wurde der Royal Natal National Park eingerichtet. Ab den 1950er Jahren wurden in den Drakensbergen diverse Naturschutzgebiete ausgewiesen, so 1951 das Kamberg Nature Reserve, 1953 das Nature Reserve de Lotheni und 1967 Vergelegen. Dabei wurde der Gewässerschutz vorangetrieben. 1973 kamen die Schutzgebiete Mdedelelo und Mkomazi hinzu.

### Maloti Drakensberg Transboundary Welterbe
Im Juni 2001 wurde des Maloti-Drakensberg Transfrontier Conservation Area (etwa: Maloti-Drakensberge-Grenzüberschreitendes-Erhaltungsgebiet) gegründet. Dieses verbindet den ukhahlamba-Drakensberg Park mit dem Sehlabathebe-Nationalpark in Lesotho. Ihm liegt der Anspruch an einen Peace Park (Transfrontier Conservation Area/TFCA) zugrunde. Die zwölf Kilometer lange Staatsgrenze kann zu Fuß passiert werden. Seit 2013 sind beide Parks zusammen als Maloti-Drakensberg-Park in der UNESCO-Welterbe-Liste verzeichnet. Der gesamte Park ist nunmehr 2493 km² groß, wobei 65 km² der Fläche auf das Terrain Lesothos entfallen.

„… exceptional natural beauty in its soaring basaltic buttresses, incisive dramatic cutbacks, and golden sandstone ramparts … the site’s diversity of habitats protects a high level of endemic and globally threatened species, especially birds and plants … [and it] also contains many caves and rock-shelters with the largest and most concentrated group of paintings in Africa south of the Sahara. – … außergewöhnliche Schönheit der Natur in seinen aufragenden Basaltpfeilern, prägnante dramatische Einschnitte, und goldene Sandstein-Wälle … Die Vielfalt der Lebensräume beschützt ein hohes Maß an endemischen und vom Aussterben bedrohten Arten, vor allem Vögel und Pflanzen … [und es] enthält viele Höhlen und Felsnischen mit der größten und dichtesten Gruppe von Gemälden in Afrika südlich der Sahara.“

Teile der Drakensberg-Gebirgskette sind zu Schutzzwecken mit übergeordneter Bedeutung als Totalreservate ausgewiesen sowie für touristische Zwecke daneben als Wildreservate. Entsprechend der Ramsar-Konvention wird der uKhahlamba Drakensberg Park auch als Schutzgut der List of Ramsar wetlands of international importance geführt. Private Eigentumsrechte hält an kleineren Gebietsteilen die Cathkin Estates Conservation and Wildlife Sanctuary.